# Taux d'exportation
 (mars 2023).
Si vous disposez d'ouvrages ou d'articles de référence ou si vous connaissez des sites web de qualité traitant du thème abordé ici, merci de compléter l'article en donnant les références utiles à sa vérifiabilité et en les liant à la section « Notes et références ».
Le taux d'exportation est mesuré par le pourcentage des ventes réalisées à l’étranger, que ce soit pour une entreprise, un secteur ou une industrie.
Le taux d'exportation situe la position de l'entreprise sur les marchés internationaux.
Le taux d’exportation est influencé positivement par le degré d’innovation, les collaborations et les activités de recherche marketing[réf. nécessaire].
Pour exporter, les entreprises doivent avoir une taille suffisante. Cependant la relation entre taille et taux d'exportation n'est pas linéaire[réf. nécessaire].

## Formule de calcul
{\displaystyle {\mbox{Taux d'exportation}}={\frac {\mbox{Exportations}}{\mbox{CA HT}}}}
Avec : 
- Exportations = ventes directes à l'exportation déclarées par les entreprises, c'est-à-dire celles qui ne passent pas par une société tiers.
- CA HT = Chiffre d'affaires hors taxes: montant des affaires réalisées par l’entreprise avec les tiers dans l’exercice de son activité professionnelle normale